# Where Destiny Guides
Pour plus de détails, voir Fiche technique et Distribution.
Where Destiny Guides est un film muet américain réalisé par Wallace Reid et sorti en 1913.

## Fiche technique
- Titre original : Where Destiny Guides
- Réalisation : Wallace Reid
- Scénario : Wallace Reid
- Photographie :
- Montage :
- Producteur :
- Société de production : American Film Manufacturing Company
- Société de distribution : Mutual Film
- Pays d'origine :  États-Unis
- Langue : film muet avec les intertitres en anglais
- Format : Noir et blanc — 35 mm — 1,33:1 — Muet
- Genre : Film dramatique
- Durée : 10 minutes
- Dates de sortie : 
  -  États-Unis : 20 janvier 1913
  -  Royaume-Uni : 19 mars 1913

## Distribution
- Edward Coxen : Dick Connors
- Lillian Christy : Virgie Winfield
- Chester Withey : le Mexicain
- Charles Newton : le ranchman Lee